# Norman Manea
Norman Manea (ur. 19 lipca 1936 w Burdujeni k. Suczawy) – rumuński pisarz.

## Życiorys
Urodził się w żydowskiej rodzinie Marcu i Janety Manea. W 1941 został deportowany wraz z rodziną do obozu koncentracyjnego w Transnistrii (do 1945). Studiował na Wydziale Hydrotechnologii Instytutu Politechnicznego w Bukareszcie, później pracował jako inżynier gospodarki wodnej, m.in. w latach 1969–1974 w Instytucie Zarządzania i Ochrony Wody w Bukareszcie, następnie został pisarzem. W 1986 wyemigrował do RFN, a w 1988 do USA. Opublikował zbiory opowiadań, m.in. Primele porți (1975) i Octombrie, ora opt (1981). Napisał m.in. powieści Atrium (1974), Plicul negru (1986) i eseje (m.in. tomy Anii de ucenicie ai lui August Prostul w 1979, O klownach. Dyktator i artysta w 1997, wyd. amer. 1992, wyd. pol. 2001, poświęcony zwłaszcza sytuacji pisarza tworzącego w warunkach dyktatury). Bohaterowie jego utworów, zmienni w uczuciach i zachowaniach, zdają się uciekać od własnej osobowości i obsesyjnie dążą do zerwania z dotychczasowym życiem. Jego proza nawiązuje do najnowszych technik narracyjnych - jest wielowarstwowa, nieprzejrzysta i zawiera wiele wątków metaliterackich. Wygłaszał wykłady na wielu uczelniach, m.in. Uniwersytecie Strasburskim, State University of New York w Binghamton, University of Illinois, Indiana University, Uniwersytecie Columbia, Bard College w Nowym Jorku, Instytucie Humanistycznym w Wiedniu, Uniwersytecie w Sienie i Uniwersytecie Hebrajskim w Jerozolimie. Wygłaszał również odczyty na konferencjach w Holandii, Brazylii, Meksyku, Hiszpanii i w innych krajach. Polski wybór jego opowiadań ukazał się w 2000 pt. Październik, godzina ósma 2000). Jest laureatem wielu nagród literackich, m.in. francuskiej Prix Médicis z 2006 za powieść Powrót chuligana.